# Championnats d'Europe de judo 2002
Navigation
Édition précédente Édition suivante
Les championnats d'Europe de judo 2002 se sont déroulés à Maribor, en Slovénie. Contrairement aux années précédentes, la compétition par équipes s’est exceptionnellement déroulée conjointement avec les épreuves individuelles. 

## Résultats individuels

### Hommes
| Catégorie         | Or                   | Argent              | Bronze                                  |
| -60 kg            | Yacine Douma         | Elchin Ismaylov     | Nestor Khergiani Evgeni Stanev          |
| -66 kg            | Miklós Ungvári       | Jozef Krnac         | Islam Matsiev Musa Nastuyev             |
| -73 kg            | Anatoly Laryukov     | David Kevkhishvili  | Giuseppe Maddaloni Vsevolods Zelonijs   |
| -81 kg            | Iraklı Uznadze       | Aleksei Budolin     | Robert Krawczyk Roberto Meloni          |
| -90 kg            | Valentyn Grekov      | Siarhei Kukharenka  | Mark Huizinga Zurab Zviadauri           |
| -100 kg           | Elco van der Geest   | Martin Padar        | Antal Kovács Ihar Makarau               |
| +100 kg           | Tamerlan Tmenov      | Pedro Soares        | Dennis van der Geest Janusz Wojnarowicz |
| Toutes catégories | Dennis van der Geest | Alexander Mikhaylin | Ruslan Sharapov Pedro Soares            |

### Femmes
| Catégorie         | Or                  | Argent               | Bronze                               |
| -48 kg            | Frédérique Jossinet | Tatiana Moskvina     | Giuseppina Macrì Laura Moise         |
| -52 kg            | Georgina Singleton  | Ana Carrascosa       | Alina Alexandra Dumitru Petra Nareks |
| -57 kg            | Cinzia Cavazzuti    | Yvonne Bönisch       | Isabel Fernández Deborah Gravenstijn |
| -63 kg            | Lucie Décosse       | Karen Roberts        | Gella Vandecaveye Claudia Heill      |
| -70 kg            | Adriana Dadci       | Edith Bosch          | Amina Abdellatif Rasa Sraka          |
| -78 kg            | Céline Lebrun       | Lucia Morico         | Anastasiya Matrosova Claudia Zwiers  |
| +78 kg            | Sandra Köppen       | Anne-Sophie Mondière | Barbara Andolina Francoise Harteveld |
| Toutes catégories | Katja Gerber        | Tea Dongouzachvili   | Barbara Andolina Eva Bisséni         |

## Épreuves par équipes[2]
- Les judokas précédés de l’astérisque sont ceux ayant participé uniquement aux phases de poules.

| Épreuves | Or | Argent | Bronze |
| -------- | --- | --- | --- |
| Hommes   | Géorgie Nestor Khergiani David Kevkishvili Boris Tadumadze Zurab Zviadauri Iveri Jikurauli Alexander Davitashvili Georgi Rewasischwili | Biélorussie Siarhei Novikov Aleksandr Shlyk Anatoly Laryukov Siarhei Shundzikau Sergei Kukharenka Ihar Makarau Ruslan Sharapov | France Jérémy Le Bris Christophe Besnard Daniel Fernandes Cédric Claverie Lionel Hugonnier Ghislain Lemaire Frédéric Lecanu * Yacine Douma, Benjamin Darbelet Russie Anzor Gaunov Islam Matsiev Konstantin Zaretsky Lasha Pipia Khasanbi Taov Yuri Stepkin Tamerlan Tmenov |
| Femmes   | France Frédérique Jossinet Laetitia Tignola Barbara Harel Lucie Decosse Amina Abdellatif Céline Lebrun Eva Bisseni * Annabelle Euranie | Royaume-Uni Sophie Johnstone Georgina Singleton Sophie Cox Sarah Clark Amanda Costello Joanna Melen Karina Bryant              | Pays-Bas Nynke Klopstra Natascha van Gurp Miriam Polak Danielle Vriezema Edith Bosch Miranda van den Broek Claudia Zwiers Russie Lyutsia Giniyatullina Lyudmila Bogdanova Olga Sonina, Yulia Kuzina Vera Moskalyuk Tea Dongouzachvili Natalia Kazantseva                   |

## Tableau des médailles
Les médailles de la compétition par équipes ne sont pas comptabilisées dans ce tableau.
| Rang | Pays        | Médaille d'or | Médaille d'argent | Médaille de bronze | Total |
| ---- | ----------- | ------------- | ----------------- | ------------------ | ----- |
| 1    | France      | 4             | 1                 | 2                  | 7     |
| 2    | Pays-Bas    | 2             | 1                 | 5                  | 8     |
| 3    | Allemagne   | 2             | 1                 | 0                  | 3     |
| 4    | Biélorussie | 1             | 2                 | 2                  | 5     |
| -    | Russie      | 1             | 2                 | 2                  | 5     |
| 6    | Italie      | 1             | 1                 | 5                  | 7     |
| 7    | Royaume-Uni | 1             | 1                 | 0                  | 2     |
| 8    | Pologne     | 1             | 0                 | 2                  | 3     |
| -    | Ukraine     | 1             | 0                 | 2                  | 3     |
| 10   | Hongrie     | 1             | 0                 | 1                  | 2     |
| 11   | Turquie     | 1             | 0                 | 0                  | 1     |
| 12   | Estonie     | 0             | 2                 | 0                  | 2     |
| 13   | Géorgie     | 0             | 1                 | 2                  | 3     |
| 14   | Espagne     | 0             | 1                 | 1                  | 2     |
| -    | Portugal    | 0             | 1                 | 1                  | 2     |
| 16   | Azerbaïdjan | 0             | 1                 | 0                  | 1     |
| -    | Slovaquie   | 0             | 1                 | 0                  | 1     |
| 18   | Roumanie    | 0             | 0                 | 2                  | 2     |
| -    | Slovénie    | 0             | 0                 | 2                  | 2     |
| 20   | Autriche    | 0             | 0                 | 1                  | 1     |
| -    | Belgique    | 0             | 0                 | 1                  | 1     |
| -    | Lettonie    | 0             | 0                 | 1                  | 1     |

## Sources
- Podiums complets sur le site JudoInside.com.
- Podiums complets sur le site alljudo.net.
- Podiums complets sur le site Les-Sports.info.
- « Judo magazine », publication officielle de la Fédération française de judo et disciplines associées n° 202, du mois de juin 2002.